# Oceano (album Lisa)
Oceano è un album pubblicato nel 2003 della cantante Lisa, dopo aver cambiato casa discografica e dopo alcuni anni di silenzio in Italia.

## Descrizione
Lisa ha riscosso successi soprattutto in Francia, dove, con la versione italiana di Sempre, resta alcune settimane al primo posto in classifica. Da questo album escono come singoli Adesso, Vivo qui (o Vivre ici), Chi sei e Oceano.

## Tracce
Testi e musiche di Mauro Malavasi.
1. Oceano
2. Dolce carezza
3. Chi sei
4. Vivo qui
5. Adesso
6. Un nodo al cuore
7. Tempo
8. Miracolo
9. Non so più chi sei
10. Sarò come tu vuoi
11. Il mio ideale
12. Fantasma
13. Da dove sei
14. In perfetto silenzio
15. Sabbia nel sale

## Formazione
Musicisti
- Lisa: voce, cori
- Mauro Malavasi: tastiera, cori, programmazione, arrangiamento